# Дамчеев, Бато Микишкеевич
Бато́ Микишке́евич Дамче́ев (1922—1965) — советский военнослужащий. В Рабоче-крестьянской Красной армии и Советской Армии служил с марта 1942 по декабрь 1946 года. Участник Великой Отечественной войны. Полный кавалер ордена Славы. Воинское звание — гвардии сержант.

## Биография

### До призыва на военную службу
Бато Микишкеевич Дамчеев родился 24 ноября 1922 года в местности Хойто Эреэн улуса Санага Селенгинского аймака Монголо-Бурятской автономной области РСФСР (ныне село Закаменского района Республики Бурятия России) в семье полуоседлого крестьянина-скотовода. Бурят из племени хонгодоров. В 1934 году окончил начальную школу в местности Сагаан-Бильчир родного улуса, затем учился в Санагинской средней школе, завершив в 1940 году девятилетнее (по другим данным — восьмилетнее) образование. До призыва на военную службу работал в колхозе имени Сталина.

### В боях на Дону
В ряды Рабоче-крестьянской Красной армии Б. М. Дамчеев был призван Закаменским районным военкоматом Бурят-Монгольской АССР 7 марта 1942 года. Прошёл военную подготовку в учебном батальоне, освоил воинские специальности сапёра, снайпера и войскового разведчика. В мае 1942 года был зачислен рядовым бойцом в 493-й стрелковый полк сформированной в Читинской области 321-й стрелковой дивизии, в составе которого в середине июля убыл на Сталинградский фронт. Ещё до вхождения дивизии в действующую армию его перевели в сформированную в конце июля 174-ю отдельную разведывательную роту. 27 июля части дивизии форсировали Дон в районе хутора Белужино-Колдаиров и заняли ряд тактически выгодных прибрежных высот. Здесь на правом берегу Дона 1 августа 1942 года красноармеец Б. М. Дамчеев принял свой первый бой с врагом.
В августе 1942 года дивизия генерал-майора И. А. Макаренко вела ожесточённые бои в большой излучине Дона восточнее Клетской. В начале сентября она приняла полосу обороны 63-й стрелковой дивизии в районе хуторов Мелоклетского и Меломеловского, имея задачу выбить немцев с прилегающих высот. Противник сумел создать в этом районе мощную систему обороны, организованную по принципу находящихся в огневом взаимодействии отдельных опорных пунктов, насыщенную ДЗОТами, пулемётными точками и хорошо оборудованную в инженерном отношении. Штурм немецких позиций «в лоб» неминуемо привёл бы к большим потерям, поэтому необходимо было найти наиболее уязвимое место в оборонительных порядках немцев. 27 сентября на одну из меловых возвышенностей командование дивизии направило группу разведчиков 174-й отдельной разведроты, которым было приказано разведать огневую систему немцев и захватить контрольных пленных. Однако попытка разведчиков подобраться к немецким позициям не удалась. Противник скоро обнаружил группу и открыл по ней шквальный пулемётный огонь. В сложившейся непростой обстановке командир группы дал задание красноармейцу Дамчееву с несколькими бойцами уничтожить огневую точку. Вооружившись противотанковыми гранатами, Дамчеев с боевыми товарищами сумел обогнуть немецкие позиции с фланга и выйти в тыл немцам. Пока остальные разведчики блокировали вход в ДЗОТ, Бато подполз к амбразуре и просунул в неё гранату. Пулемёт был уничтожен, а два выскочивших из укрепления немецких солдата были захвачены в плен. В оборонительных порядках немцев образовалась брешь, и разведгруппа смогла подняться на высоту. Разведчики быстро блокировали и уничтожили ещё два ДЗОТа, после чего окопались на вершине. Противник попытался сразу же вернуть утраченные позиции и перешёл в контратаку, но гвардейцы смогли продержаться до подхода подкрепления, при этом Бато Микишкеевич в ходе боя лично истребил двух вражеских солдат. За умелое уничтожение огневой точки неприятеля и проявленное в бою личное мужество красноармеец Б. М. Дамчеев был награждён медалью «За отвагу», но вручить заслуженную награду ему не успели в связи с его убытием в 23-ю отдельную гвардейскую мотострелковую разведывательную роту 27-й гвардейской стрелковой дивизии. Обстоятельства этого перевода не известны, но произошло это не позднее декабря 1942 года.

### Сталинградский котёл
23 ноября ударные группировки Сталинградского и Юго-Западного фронтов соединились в районе хутора Советский, замкнув кольцо окружения вокруг 6-й армии вермахта. Наступавшие в рамках операции «Уран» в составе 65-й армии Донского фронта из района Клетской общим направлением на Вертячий и Песковатку 27-я гвардейская и 321-я стрелковые дивизии к началу декабря 1942 года вышли на рубеж реки Россошка, образовав на своих участках внутренний фронт окружения сталинградской группировки противника. Где-то в это время красноармеец Б. М. Дамчеев и оказался в гвардейской дивизии генерал-майора В. С. Глебова. Возможно, это связано с обстоятельствами боёв за высоту 124,5 у хутора Бабуркина. Высота являлась важным звеном в оборонительных порядках противника. Немцы оборудовали на ней несколько пулемётных точек, с которых простреливали всю прилегающую местность, а подойти к ней незаметно не представлялось возможным. Поэтому в этот район из различных подразделений были направлены бойцы, имевшие снайперскую подготовку. Среди них оказался и Б. М. Дамчеев. Именно здесь Бато Микишкеевич открыл свой снайперский счёт. Только за первый день боёв он уничтожил 17 немецких пулемётчиков и одного снайпера. В ходе непосредственного штурма высоты в ночь со 2 на 3 января 1943 года он первым ворвался в окопы врага и огнём из автомата уничтожил пять военнослужащих вермахта, а также вместе с другими бойцами захватил в плен двух вражеских солдат. Захват высоты 124,5 дал возможность частям 27-й гвардейской дивизии развить успешное наступление в рамках операции «Кольцо». Во время освобождения Городищенского района Сталинградской области гвардии красноармеец Дамчеев неоднократно ходил в разведку и добывал ценные сведения о противнике. За отличие в боях на подступах к Сталинграду он вновь был награждён медалью «За отвагу».

### Освобождение Украины и Белоруссии
Весной 1943 года 27-я гвардейская стрелковая дивизия вошла в состав 62-й (с 14 апреля — 8-й гвардейской) армии Юго-Западного фронта и летом принимала участие в Изюм-Барвенковской наступательной операции. 17 июля гвардейцы генерал-майора В. С. Глебова форсировали Северский Донец, и разгромив противостоявшие им части 23-й танковой и 257-й пехотной дивизий, продвинулись вперёд на 80 километров и освободили 14 населённых пунктов. В боях на левом берегу Северского Донца принимал активное участие и Б. М. Дамчеев, к лету получивший звание гвардии ефрейтора. В августе 1943 года войска Юго-Западного и Южного фронтов начали Донбасскую операцию. В ходе наступления на барвенковском направлении 22 августа штаб дивизии потерял связь с 76-м гвардейским стрелковым полком и наступающими левее частями 39-й гвардейской стрелковой дивизии. Группе разведчиков 23-й отдельной гвардейской разведроты в составе гвардии младшего лейтенанта И. В. Франчука, гвардии сержанта Ф. Е. Храпова и гвардии ефрейтора Б. М. Дамчеева было приказано установить местонахождение полка гвардии подполковника П. Д. Курносых и связать его с соседом слева. Несмотря на ураганный артиллерийский огонь и бомбёжку с воздуха разведчики выполнили поставленную боевую задачу, в результате чего была устранена опасность проникновения противника в образовавшийся большой разрыв в боевых порядках дивизии. В тот же день бою у села Долгенькое Бато Микишкеевич был тяжело ранен и более чем на два месяца выбыл из строя. После излечения и возвращения в свою часть он сражался на правом берегу Днепра севернее Никополя, участвовал в ликвидации никопольского плацдарма немцев, форсировал Ингулец, Ингул и Южный Буг, освобождал Николаевскую и Одесскую области, в том числе город Одессу. В боях на Правобережной Украине гвардии ефрейтор Б. М. Дамчеев неоднократно выполнял ответственные задания командования как на переднем крае врага, так и в его тылах, участвовал в тактических разведках и операциях по захвату контрольных пленных. К лету 1944 года ему было присвоено звание гвардии младшего сержанта.
После освобождения Одессы 8-я гвардейская армия вышла к Днестровскому лиману, где завершила свой победный путь по Украине. В июне она была выведена в резерв Ставки Верховного Главнокомандования, а затем переброшена на 1-й Белорусский фронт, где принимала участие в Люблин-Брестской операции стратегического плана «Багратион». В преддверии наступления частей Красной армии на брестском направлении разведчики 23-й отдельной гвардейской разведроты, в том числе и гвардии младший сержант Бато Дамчеев, проделали большую работу по разведке сильно укреплённой линии обороны немцев к западу от Ковеля, оборудованной тремя линиями траншей полного профиля, насыщенную ДЗОТами и усиленную минными полями и проволочными заграждениями. 18 июля 1944 года 27-я гвардейская стрелковая дивизия стремительным ударом прорвала оборонительные построения немцев, и пройдя с боями около 200 километров, к 1 августа вышла к Висле. При форсировании реки в районе населённого пункта Магнушев гвардии младший сержант Б. М. Дамчеев был ранен и вновь оказался на больничной койке.

### От Вислы до Одера
Бато Микишкеевич вернулся в строй осенью 1944 года. Его 27-я гвардейская стрелковая дивизия в это время занимала позиции в северной части Магнушевского плацдарма. Противник подтягивал к плацдарму резервы и укреплял свою оборону. Командованию нужны были сведения о численности и составе противостоявших дивизии частей противника и о его планах. 6 октября группа разведчиков 23-й отдельной гвардейской роты в количестве 14 человек под командованием гвардии старшего лейтенанта Журавлёва получила задание выдвинуться к переднему краю немцев на участке между сёлами Пилица (Pilica) и Остроленка (Ostrołęka) и захватить «языка». Задача осложнялась тем, что позиции противоборствующих сторон разделяли река Пилица и нейтральная полоса шириной до трёх километров, которая интенсивно простреливалась. Тем не менее, в ночь на 7 октября 1944 года разведотряд благополучно форсировал водную преграду и проник в расположение немцев. Разведчики разделились на две группы: Бато Дамчеев с несколькими товарищами попал в группу захвата, которой предстояло взять контрольного пленного, остальные составили группу прикрытия и заняли позиции на путях отхода. Разведчики планировали произвести захват языка в немецких траншеях, но неожиданно со стороны ближайшего села появилась группа из трёх немецких солдат в сопровождении трёх польских женщин, которые шли в сторону боевого охранения. Местность была открытая, и спрятаться разведчикам было негде. Гвардейцы вжались в землю, но когда расстояние между ними и немцами сократилось до 20 метров, один из немецких солдат заметил разведчиков. Медлить было нельзя. Сделав в сторону врага два выстрела из автомата, гвардии младший сержант Дамчеев стремительно бросился на врага и, сбив с ног одного немецкого солдата, схватил его за шиворот потащил в сторону своих. Вся операция заняла несколько секунд. Когда в стане противника поднялась тревога, разведотряд был уже далеко. Вместе с ним в расположение дивизии по собственному желанию пошла одна из польских женщин, которая позднее дала наиболее ценные сведения о противнике. За доблесть и мужество, проявленные при захвате контрольного пленного, приказом от 25 октября 1944 года Б. М. Дамчеев был награждён орденом Славы 3-й степени.
К концу 1944 года 27-я гвардейская стрелковая дивизия была передислоцирована в южную часть Магнушевского плацдарма и перед началом Варшавско-Познанской операции сосредоточилась к северо-востоку от села Гловачув (Głowaczów). 14 января 1945 года гвардейцы мощным ударом прорвали первую линию сильно укреплённой обороны противника в районе населённого пункта Монёхи (Moniochy), а к исходу дня силами 74-го гвардейского стрелкового полка преодолели вторую оборонительную линию, овладев населённым пунктом Вежховины (Wierzchowiny). В течение 15 января дивизия прорвала оборонительные порядки немцев на всю глубину и в ночь на 16 января вышла к местечку Жджары (Stare Żdżary), после чего была выведена во второй эшелон. Вырвавшись на оперативный простор, части 8-й гвардейской армии развили стремительное наступление общим направлением на Познань. 19 января был освобождён город Лодзь, а 23 января частью сил армия завершила окружение познанской группировки противника. Начались ожесточённые бои за город-крепость, который немецкое командование рассчитывало удерживать не менее пяти месяцев. Один из непосредственных участников штурма города Г. П. Хлопин впоследствии вспоминал:

По окраинам Познани проходил пояс внешнего оборонительного обвода города с развитой системой траншей и ходов сообщения, деревоземляных огневых точек, с каменными зданиями и фабрично-заводскими сооружениями. На главном — восточном направлении, город был прикрыт минно-взрывными и проволочными заграждениями. Оборону города усиливал внутренний оборонительный обвод из 18 фортов и 54 дотов, прикрывающих подступы к мостам через Варту, к центру города — крепости «Цитадель» и идущие через город шоссейные и железные дороги— Г. П. Хлопин. От батальона до армии
29 января один из батальонов 74-го гвардейского стрелкового полка вышел к железнодорожному мосту через Варту, однако его дальнейшее продвижение было остановлено ураганным пулемётным и автоматным огнём, который немцы вели из здания, превращённого в опорный пункт. Группа разведчиков из восьми человек, в которую был включён гвардии сержант Б. М. Дамчеев, под командованием гвардии лейтенанта А. И. Кирьянова получила задачу выбить противника с занимаемых позиций. Но и опытным разведчикам подобраться к дому никак не удавалось. Выручил Бато Дамчеев. Перемещаясь по-пластунски, он сумел скрытно подползти к огневой точке и забросал её гранатами. Как только пулемёт замолчал, Бато Микишкеевич ворвался в здание и уничтожил девять засевших в нём немецких солдат. Стрелковый батальон смог продвинуться дальше, а гвардии сержант Дамчеев за свой подвиг приказом от 26 марта 1945 года был награждён орденом Славы 2-й степени.

### Берлинская операция
Бои за Познань шли около месяца. Лишь 23 февраля последние очаги сопротивления немцев в городе были подавлены. 27-я гвардейская стрелковая дивизия была переброшена под Кюстрин и в марте 1945 года принимала участие в боях за расширение и объединение плацдармов на западном берегу реки Одер. С этого объединённого плацдарма, получившего название Кюстринского, дивизии предстояло совершить последний бросок на Берлин. Берлинская операция для гвардии сержанта Б. М. Дамчеева началась 14 апреля 1945 года. В составе группы бойцов под командованием гвардии лейтенанта Кирьянова он участвовал в разведке боем в районе населённого пункта Альт-Тухебанд. Основные силы дивизии в составе 29-го гвардейского стрелкового корпуса вступили в бой 16 апреля, и преодолевая яростное сопротивление немцев, к исходу дня вышли к подножию Зееловских высот в районе фольварка Людвигслуст в паре километров к юго-востоку от Зеелова. Утром 17 апреля гвардейцы штурмом взяли опорный пункт немцев Фридерсдорф (Friedersdorf), но противник бросил в бой танковую дивизию «Курмарк» и сумел потеснить части корпуса. Группа разведчиков 23-й отдельной гвардейской разведроты, в составе которой был и Бато Микишкеевич, заняла оборону на одной из возвышенностей к западу от Фридерсдорфа и в течение нескольких часов отражала контратаки крупных сил немецкой пехоты и четырёх самоходных артиллерийских установок. Стойкость подразделения позволила удержать важную в тактическом отношении высоту и остановить дальнейшее продвижение противника. Гвардии сержант Дамчеев в этом бою лично уничтожил восемь солдат и двух офицеров неприятеля.
19 апреля немецкая оборона в районе Зееловских высот рухнула, и дивизии 8-й гвардейской армии устремились к столице Германии. 23 апреля части 29-го стрелкового корпуса при поддержке соединений 1-й гвардейской танковой армии штурмом взяли пригород Берлина городок Кёпеник. После форсирования реки Шпрее 27-я гвардейская стрелковая дивизия завязала уличные бои непосредственно в Берлине, продвигаясь вдоль Ландвер-канала в направлении Тиргартена. 2 мая 1945 года во время боёв в Большом Тиргартене гвардии сержант Б. М. Дамчеев был тяжело ранен и контужен выстрелом из фаустпатрона. День Победы Бато Микишкеевич встретил в госпитале в Берлине, а через год после окончания Великой Отечественной войны за отличие в Берлинской операции указом Президиума Верховного Совета СССР от 15 мая 1946 года он был награждён орденом Славы 1-й степени. Всего за годы войны на свой личный боевой счёт Бато Дамчеев записал 10 захваченных языков, три подбитых танка, около 90 уничтоженных солдат противника, несколько подавленных ДЗОТов и ДОТов.

### После войны
После излечения и возвращения в строй гвардии сержант Б. М. Дамчеев продолжил службу в составе 8-й гвардейской армии Группы советских войск в Германии. Демобилизовался Бато Микишкеевич 15 декабря 1946 года. Вернувшись на родину, он некоторое время работал пропагандистом райкома ВКП(б) и заведующим Санагинской избой-читальней. Затем занимал должность секретаря местного сельского совета. Ранения и контузия, полученные на фронте, тяжело сказались на здоровье ветерана. Последние годы жизни Бато Микишкеевич серьёзно болел. Летом 1965 года его направили на санаторно-курортное лечение в Крым, но 8 августа он умер в одном из санаториев города Алупки в возрасте сорока двух лет. Похоронен в Алупке на Новом кладбище.

## Награды
- Орден Славы 1-й степени (15.05.1946)[1];
- орден Славы 2-й степени (26.03.1945)[6];
- орден Славы 3-й степени (25.10.1944)[17];
- медали, в том числе:
  - две медали «За отвагу» (05.12.1942[9]; 03.03.1943[7]);
  - медаль «За боевые заслуги» (02.09.1943)[16];
  - медаль «За оборону Сталинграда» (02.12.1943)[17];
  - медаль «За победу над Германией в Великой Отечественной войне 1941—1945 гг.»;
  - медаль «За взятие Берлина».

## Память
Именем Б. М. Дамчеева названа улица в селе Санага Республики Бурятия.

## Документы
- Общедоступный электронный банк документов «Подвиг Народа в Великой Отечественной войне 1941—1945 гг.» Дата обращения: 8 июля 2014. Архивировано из оригинала 11 мая 2017 года. Номера в базе данных:

Орден Славы 2-й степени (архивный реквизит 25488455). Дата обращения: 8 июля 2014. Архивировано 14 июля 2014 года.
Орден Славы 3-й степени (архивный реквизит 33704398). Дата обращения: 8 июля 2014. Архивировано 14 июля 2014 года.
Медаль «За отвагу». Приказ от 5 декабря 1942 года (архивный реквизит 16775862). Дата обращения: 8 июля 2014. Архивировано 24 сентября 2015 года.
Медаль «За отвагу». Приказ от 3 марта 1943 года (архивный реквизит 19106866). Дата обращения: 8 июля 2014. Архивировано 14 июля 2014 года.
Медаль «За боевые заслуги» (архивный реквизит 16393618). Дата обращения: 8 июля 2014. Архивировано 14 июля 2014 года.